# Bryoceuthospora mexicana
Bryoceuthospora mexicana là một loài Rêu trong họ Pottiaceae. Loài này được (E.B. Bartram) H.A. Crum & L.E. Anderson mô tả khoa học đầu tiên năm 1959.